# تایواسالو
تایْواسالو (به فنلاندی: Taivassalo) یک منطقهٔ مسکونی در فنلاند است که در جنوب غرب فنلاند واقع شده‌است.

## خواهرخوانده
شهر هوپن خواهرخواندهٔ تایواسالو هست.